# Karl-Josef Laumann
Karl-Josef Laumann, né le 11 juillet 1957 à Riesenbeck, est un homme politique allemand, membre de l'Union chrétienne-démocrate d'Allemagne (CDU).
Il est actuellement ministre du Travail de Rhénanie-du-Nord-Westphalie.

## Éléments personnels

### Formation et carrière
Après avoir abandonné ses études secondaires, il suit un apprentissage de métallurgiste, puis accomplit son service militaire entre 1977 et 1978. Il est ensuite recruté par la société Niemeyer, à Riesenbeck, au sein de laquelle il est membre du comité d'entreprise, sous les couleurs du syndicat IG Metall. Il abandonne sa vie professionnelle en 1990.

## Parcours politique

### Au sein de la CDU
Il adhère à la CDU en 1974, et à l'association des employés chrétiens-démocrates (CDA) trois ans plus tard. En 1980, il prend la présidence de la Junge Union (JU) dans l'arrondissement de Steinfurt, qu'il occupe jusqu'en 1986, lorsqu'il est porté à la tête de la CDU de l'arrondissement. Il devient membre du comité directeur fédéral et de la présidence fédérale du parti en 2004, un an avant d'être élu président fédéral de la CDA. À l'occasion du congrès de novembre 2010, il est désigné vice-président régional de la CDU en Rhénanie-du-Nord-Westphalie.

### Dans les institutions
Membre du conseil municipal de Hörstel de 1979 à 2004, il est élu député fédéral de Rhénanie-du-Nord-Westphalie au Bundestag lors des élections de 1990. Dix ans plus tard, il est choisi pour diriger le groupe de travail du groupe CDU/CSU sur le Travail et les Affaires sociales, puis sur l'Économie et le Travail à partir de 2002.
Le 24 juin 2005, Karl-Josef Laumann est nommé ministre régional du Travail, de la Santé et des Affaires sociales du Land de Rhénanie-du-Nord-Westphalie dans la coalition noire-jaune de Jürgen Rüttgers. Il démissionne alors du Bundestag quatre jours plus tard, et entre au Landtag comme suppléant le 4 août suivant.
Après la défaite de la CDU aux élections régionales du 9 mai 2010, il est désigné le 6 juillet pour présider le groupe parlementaire du parti au Landtag. Avec l'investiture de la ministre-présidente sociale-démocrate Hannelore Kraft huit jours plus tard, il devient le nouveau chef de l'opposition dans le Land.